# Idiops pylorus
Idiops pylorus là một loài nhện trong họ Idiopidae.
Loài này thuộc chi Idiops. Idiops pylorus được Schwendinger miêu tả năm 1991.